# Kappa Canis Majoris
Kappa Canis Majoris (κ CMa / κ Canis Majoris) è una stella di magnitudine 3,52 situata nella costellazione del Cane Maggiore. Dista 660 anni luce dal sistema solare.

## Osservazione
Si tratta di una stella situata nell'emisfero celeste australe. La sua posizione moderatamente australe fa sì che questa stella sia osservabile specialmente dall'emisfero sud, in cui si mostra alta nel cielo nella fascia temperata; dall'emisfero boreale la sua osservazione risulta invece più penalizzata, specialmente al di fuori della sua fascia tropicale. Essendo di magnitudine 3,5, la si può osservare anche dai piccoli centri urbani senza difficoltà, sebbene un cielo non eccessivamente inquinato sia maggiormente indicato per la sua individuazione.
Il periodo migliore per la sua osservazione nel cielo serale ricade nei mesi compresi fra dicembre e maggio; nell'emisfero sud è visibile anche all'inizio dell'inverno, grazie alla declinazione australe della stella, mentre nell'emisfero nord può essere osservata limitatamente durante i mesi della tarda estate boreale.

## Caratteristiche fisiche
La stella è una classificata di classe spettrale B1.5Ve, anche se in passato la sua classe è stata anche riferita come B1.5IV, quindi potrebbe essere una stella di sequenza principale che sta diventando una subgigante azzurra, quindi probabilmente sta finendo l'idrogeno nel suo nucleo e uscendo dalla sequenza principale.
È una stella Be che ruota velocemente su se stessa, alla velocità di 220 km/s, ed è anche una variabile Gamma Cassiopeiae con la sua luminosità che fluttua tra la magnitudine 3,40 e 3,97, a causa dell'espulsione di materia dovuto all'alta velocità di rotazione, che formando un disco di gas attorno ad essa ne offusca la brillantezza a intervalli non regolari.
Possiede una magnitudine assoluta di -3,42 e la sua velocità radiale positiva indica che la stella si sta allontanando dal sistema solare.